# Zuyd Craft
Zuyd Craft is een bierbrouwerij in de Nederlandse stad Maastricht. De brouwerij is gevestigd op het terrein van de voormalige Tapijnkazerne.

## Geschiedenis
Zuyd Craft werd in 2015 opgericht door Bas Jacob en Hein van Baast onder de naam Brouwerij Zuidt. De twee leerden elkaar kennen tijdens een stage bij bierbrouwerij Maximus in Utrecht. In 2016 werd de brouwerij ingeschreven als Brouwerij Zuidt, in mei 2017 is de naam veranderd in de naam Brouwerij Zuyd. De naam Zuyd refereert naar het zuiden van de provincie Limburg. Als brouwlocatie is gekozen voor de kelder onder de oude legerkantine van de Tapijnkazerne. Sinds 2015 was er in de oude legerkantine de Brasserie Tapijn gevestigd, waarmee sindsdien wordt samengewerkt.
In december 2019 voegde Rick Knops zich bij de brouwerij om zich te richten op de marketing, het ontwikkelen van een beeldmerk, en het opzetten van een experimentele bierlijn onder de naam 'Craft Series'. Aanvankelijk was de eigen brouwerij het enige verkooppunt. Later is de verkoop via lokale ondernemers en nationale webwinkels opgestart. In januari 2021 werd de naam veranderd in Zuyd Craft, de leus werd "a flavour company" wat verwijst naar de nieuwe weg die de brouwerij zou inslaan om meer dan alleen bier te kunnen produceren.

## Assortiment

### Basisbieren
| Naam    | Type        | Alc. % | Gebrouwen sinds | Voorganger |
| ------- | ----------- | ------ | --------------- | ---------- |
| Mosa 6  | Hoppy Lager | 6,0%   | 2015            | Mosa 5     |
| Nova 7  | Blond       | 7,0%   | 2019            | n.v.t.     |
| Jura 8  | Tripel      | 8,5%   | 2020            | n.v.t.     |
| Saga 10 | Quadrupel   | 10,0%  | 2021            | n.v.t.     |

Met Brasserie Tapijn wordt jaarlijks een special gebrouwen onder de naam Project-K.
Voor een aantal horecabedrijven in Maastricht en Meerssen worden huisbieren gebrouwen. Deze zijn bij de betreffende cafés en restaurants verkrijgbaar. 
In 2019 kreeg 'Miga's Oaked Orange Blond', gebrouwen voor 'T Wycker Cabinet, een eervolle vermelding in de categorie zwaarblond bij de verkiezing voor 'Huisbier van het Jaar' van Entree.

### Craft Series
In de Craft Series worden bieren geproduceerd die een meer experimenteel karakter hebben:
| Naam                                               | Type              | Alc. % | Gebrouwen sinds |
| -------------------------------------------------- | ----------------- | ------ | --------------- |
| 2019                                               |                   |        |                 |
| Imperial pineapple Pilsener                        | Pilsener          | 6,0%   | 2019            |
| Popcorn Bock                                       | Bock Bier         | 6,5%   | 2019            |
| Imperial ice cream stout                           | Imperial Stout    | 11,0%  | 2019            |
| Biére du brut                                      | Champagne         | 9,0%   | 2019            |
| 2020                                               |                   |        |                 |
| Chocoloco Porter                                   | Imperial Porter   | 11,0%  | 2020            |
| Pizza Hawaii Neipa                                 | New england IPA   | 6,0%   | 2020            |
| Rosés are red Brut                                 | Rosé Brut         | 9,0%   | 2020            |
| Lemon popsicle sour                                | Sour              | 6,0%   | 2020            |
| Tutti Frutti Sour                                  | Sour              | 6,0%   | 2020            |
| My fruitbowl exploded ipa                          | IPA               | 6,0%   | 2020            |
| Fresh Coconut Wheat Ale                            | Coconut wheat ale | 12,0%  | 2020            |
| Coffeelovers stout                                 | Stout             | 12,0%  | 2020            |
| 2021                                               |                   |        |                 |
| Shall we split the banana stout                    | Pastry Stout      | 13,0%  | 2021            |
| My P*rnstar martini exploded neipa                 | Fruity Neipa      | 8,0%   | 2021            |
| I killed my rainbow pinata neipa                   | Fruity Neipa      | 8,0%   | 2021            |
| Grandma's Homemade juicy lemonade neipa            | Sour Neipa        | 5,0%   | 2021            |
| My Pineapple Pool Party Imploded Neipa             | Fruity Neipa      | 6,0%   | 2021            |
| Could You deliver me a tropical space dipa please? |                   |        |                 |

Tevens worden er jaarlijks verschillende seizoensbieren gebrouwen.